# La Tour, prends garde !
Pour plus de détails, voir Fiche technique et Distribution.
La Tour, prends garde ! est un film de cape et d'épée franco-italo-yougoslave réalisé par Georges Lampin, sorti en 1958. L'histoire se passe à l'époque de la guerre de Sept Ans opposant Louis XV à Marie-Thérèse d'Autriche. Un comédien ambulant  affronte de puissants ennemis pour secourir une orpheline dépossédée d'un important héritage.

## Synopsis
Au XVIIIe siècle, pendant la guerre de Sept Ans (1756-1763), sous le règne de Louis XV, les armées françaises alliées aux Prussiens et aux Bavarois font face à Dreimahl, en Bavière, à une coalition austro-anglo-turque sous le commandement de l’impératrice Marie-Thérèse d'Autriche. Durant cette «guerre en dentelles», le bondissant Henri La Tour (Jean Marais) dirigeant une troupe itinérante de comédiens venue pour distraire les soldats, va affronter mille dangers.
En observant le camp de Marie-Thérèse, le roi Louis XV (Jean Lara) est furieux de voir son étendard flotter sur la tente de sa rivale. Le duc de Saint-Sever (Paul-Émile Deiber), commandant d’un régiment de chevau-légers de la garde royale, promet de le lui ramener. Et quand le chansonnier La Tour raille dans un pamphlet joué devant le roi de France et sa cour, sans vergogne et sans ménager la susceptibilité du duc de Saint-Sever, responsable de cette humiliation, le roi s’amuse fort.
Mais ce n'est pas du goût de Saint-Sever qui le fait fouetter à la baïonnette.  Décidé à se venger, La Tour va récupérer, de nuit, l’étendard du roi qui a été pris par les Autrichiens lors d'une précédente bataille. Second camouflet pour le duc qui demande réparation. Le roi accepte de faire chevalier La Tour pour qu'un duel puisse se faire.
Pendant le duel, surpris par une bande de soldats autrichiens, les duellistes se protègent mutuellement et les font fuir.  Mais caché, Pérouge (Renaud Mary), l’intendant du duc, profite de la confusion pour poignarder lâchement Saint-Sever dans le dos. Tandis que Pérouge s'enfuit, sans que La Tour l'ait vu, le duc de Saint-Sever, mourant, demande à la Tour de veiller sur sa fille naturelle, Antoinette dite Toinon (Cathia Caro) qui vit en servante à Paris, ignorant son rang et sa lignée, et de la faire reconnaître comme son héritière. La Tour, accusé du meurtre du duc est recherché par la police et doit se cacher. La Tour rentre à Paris pour délivrer Toinon des griffes de Taupin (Jean Parédès) qui utilise celle-ci comme servante avec la complicité de Pérouge. Il parvient à la délivrer et l’emmène avec lui, mais il est capturé et emprisonné à la Conciergerie. Toinon se rend à la demeure de Saint-Sever habitée maintenant par son cousin et héritier François Marmande (Yves Massard), en espérant obtenir de l’aide mais tombe sur Pérouge qui l’enferme dans un cachot. Grâce à l’aide de ses amis comédiens La Tour s’évade de prison et parvient à trouver une preuve que le fourbe Pérouge est bien l’assassin. Devant Marmande, La Tour fait avouer son forfait au gredin qui se suicide non sans avoir réussi auparavant, avec la complicité de Taupin, à dénoncer par Lettre de cachet, Toinon comme prostituée et à la faire partir dans un convoi de femmes qui doivent être déportées aux Amériques.
Ayant déjoué les calculs de ses ennemis, La Tour parvient à rejoindre Toinon et pendant que les comédiens distraient les gardes, il la libère. Celle-ci, très éprise de son sauveur, renonce à ses droits et ses titres pour rester avec la troupe et aimer La Tour.

## Fiche technique
- Titre : La Tour, prends garde !
- Réalisation : Georges Lampin
- Assistant réalisateur : Pierre Léaud
- Scénario et adaptation : Denys de La Patellière, Claude Accursi
- Décors : Jacques Colombier, assisté de J. Chalvet
- Costumes : Marcel Escoffier, Christiane Coste
- Maquillage : Jean-Jacques Chanteau
- Coiffures : Jean Lalaurette
- Photographie : Jean Bourgoin
- Son : Séverin Frankiel
- Montage : Monique Isnardon et Robert Isnardon
- Musique : Maurice Thiriet, Georges Van Parys
- Production : Evrard de Rouvre, Albert Passy ; Jean Kerchner (directeur de production)
- Sociétés de production : Véga-Films – S.G.G.C (Paris), U.F.U.S (Belgrade), – Fonorama (Rome) (Franco-Italo-Yougoslave)
- Société de distribution : Sirius
- Pays d'origine :  France -  Italie -  Yougoslavie
- Format : Couleur (Eastmancolor) - 35 mm - Dyaliscope - Son mono
- Durée : 82 min.
- Genre : Film de cape et d'épée
- Date de sortie :
  - France : 26 février 1958

## Distribution
- Jean Marais : Henri la Tour
- Eleonora Rossi Drago (VF : Jacqueline Porel) : la comtesse Malvina d'Amalfi
- Nadja Tiller (VF : Martine Sarcey) : Mirabelle
- Cathia Caro : Antoinette « Toinon » de Saint-Sever
- Jean Parédès : Nicolas Taupin
- Renaud Mary : Pérouge
- Robert Dalban : Barberin
- Christian Duvaleix : Passelacet
- Yves Massard : le marquis François de Marmande
- Marcel Pérès : Chamonet
- Jean-Pierre Léaud : Pierrot
- Raoul Delfosse : Bravaccio
- Paul-Émile Deiber : le duc Philippe de Saint-Sever
- Jean Lara : Louis XV
- Sonia Hlebsova/Klebs : l'impératrice Marie-Thérèse d'Autriche
- Roger Saget : le maréchal de Noailles
- Liliane Bert : la duchesse de Châteauroux
- Jacques Marin : Aristide Cornilion (non crédité)
- Dominique Davray : une invitée de Taupin (non créditée)
- Albert Michel : l'invité de Taupin (non crédité)
- Monette Dinay : Mme Taupin (non créditée)
- Albert Daumergue : un policier du roi
- Bernadette Lafont

## Autour du film
- Le tournage a eu lieu du 29 juillet au 23 octobre 1957 en partie dans la région de Zagreb, capitale d’une Croatie alors encore englobée dans la République fédérative socialiste de Yougoslavie. Le film est sorti sur les écrans français le 26 février 1958[1].
- Dans la biographie de Jean Marais, Gilles Durieux[2] raconte que l’acteur dans sa jeunesse avait été fasciné par l’actrice américaine Pearl White pour ses rôles casse-cou au cinéma : sauter d’un train, conduire un avion, se balancer dans l’espace. Jean Marais avait rencontré son modèle d’actrice, avant sa mort en 1938, au cours d’un gala de cinéma. Ils avaient beaucoup parlé ensemble, mais elle avait prononcé une phrase blessante pour Marais : « Dans mes acrobaties, bien sûr, j’étais constamment doublée ».  Lui qui avait tant admiré en elle la sportive courageuse, la femme héroïque, fut terriblement déçu. Durieux poursuit : « Voici notre Jean Marais en La Tour partant seul, une nuit, chez les Impériaux et n’ayant pour arme que son courage, mais prêt à affronter tous les dangers. Il rampe le long des murailles, saute à dix mètres de haut, enfourche un cheval au galop, apparaît, disparaît, nargue les sentinelles, s’empare de l’étendard et va le remettre au roi en échange du titre de chevalier… » Ce petit passage prélevé dans le reportage  d’un chroniqueur de l’époque donne le ton. Pardonnant finalement à l’actrice américaine tout en se promettant de rester fidèle à ses propres émotions enfantines.
- La Tour, prends garde ! est le premier film dans lequel apparut pour la première fois, Jean-Pierre Léaud, un an avant Les Quatre Cents Coups de François Truffaut. Durant le tournage, le jeune acteur, âgé de 12 ans, fut menacé des foudres du maître d’armes, bien décidé à lui confisquer son cachet, pour avoir ébréché une épée. L'enfant se réfugia auprès de son aîné, Jean Marais, qui prit la faute sur lui[3].
- « On louche vers Fanfan la Tulipe (film de 1952) et Jean Marais fait merveille, se battant et bondissant avec son ardeur habituelle. C’est un aimable divertissement » écrit Jean Tulard[4].
- « La Tour prend garde ! nous fait revisiter l’histoire de France de façon extrêmement romancée, mais quelle importance ! Dès que l’aventure est au rendez-vous, on peut bien écorner un peu l’histoire. Ce n’est pas la réalité historique qui fait le succès de ce genre de cinéma, sinon bon nombre de films seraient aux oubliettes. Le propre du cinéma n’est-il pas de faire rêver ? Avec ce film, nous voyons comment le cinéma d’avant pouvait être tout aussi bondissant, avec des chevauchées éreintantes dans la campagne française, que le cinéma que l’on nous sert désormais, plus professionnel sans doute, mais géré par des ordinateurs qui finissent par déshumaniser le scénario. Ce n’est sans doute pas un hasard si l’on fait de moins en moins de films de ce type, le cinéma de capes et d’épées ne supporte pas les effets spéciaux, il lui faut du concret, du réel, avec de vrais cascadeurs qui jouent aussi bien le rôle que les comédiens qu’ils ont à doubler, ce qui n’est pas le cas de Marais qui a toujours refuser le doublage. », Philippe Tesseron.

- Box Office France 1958 : 2 311 061 entrées

## Anachronisme
Le film montre une longue file de prostituées condamnées à l'exil aux Amériques. Si ces déportations ont bien eu lieu, ce fut à la fin du règne de Louis XIV et sous la régence du Duc d'Orléans, pas sous Louis XV.